# غرانت ماسون
غرانت ماسون (بالإنجليزية: Grant Mason)‏ هو لاعب كرة قدم أمريكية أمريكي، ولد في 18 أغسطس 1983.

## وصلات خارجية
- غرانت ماسون على موقع مرجع كرة القدم المحترفة.كوم (الإنجليزية)
- غرانت ماسون على موقع JustSportsStats.com (الإنجليزية)